# La bella Drogeristin
La bella Drogeristin è un dipinto a olio su tela (100 x65 cm) realizzato nel 1918 dal pittore italiano Amedeo Modigliani. Firmato in alto a destra.
Fa parte di una collezione privata parigina.